# Samuel Ramey

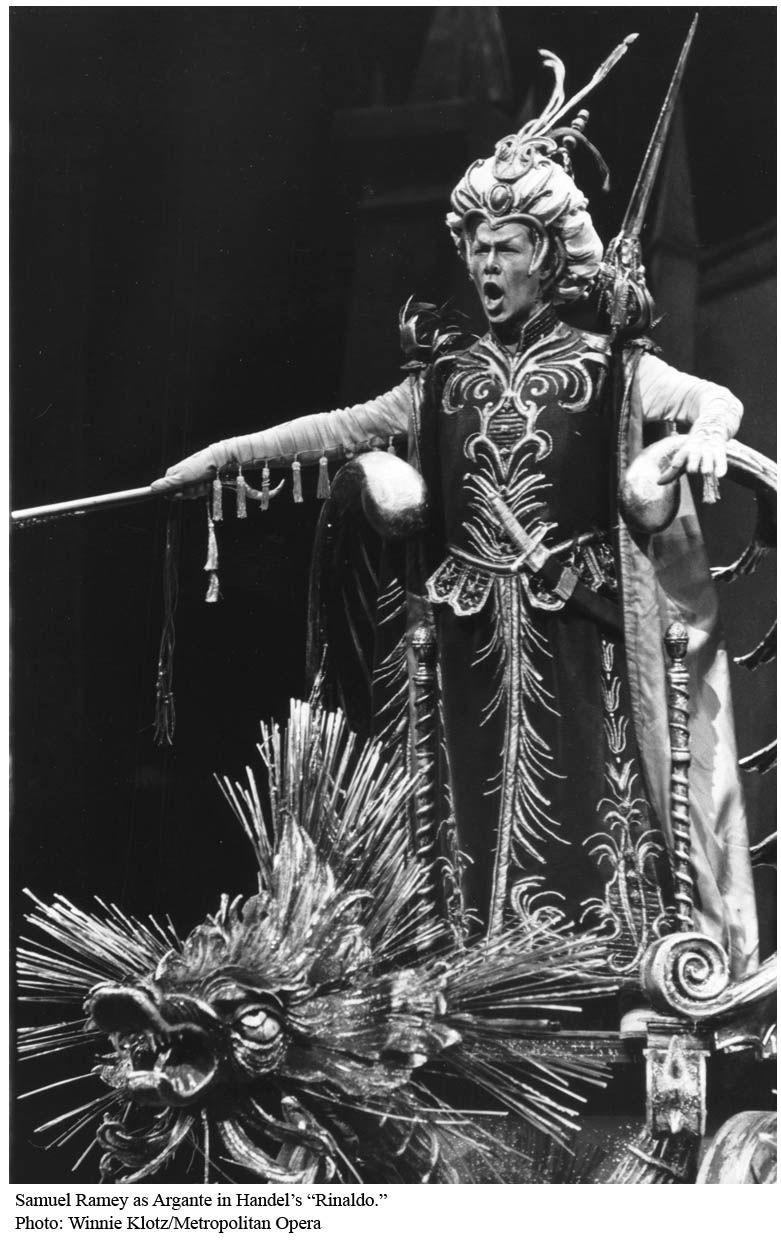
Fotografia de Samuel Ramey.

Samuel Edward Ramey (Colby, Kansas, Estats Units), 28 de març de 1942), és un baix-baríton operístic estatunidenc.
En el punt àlgid de la seva carrera, va ser molt admirat per la seva gamma i versatilitat, havent posseït una tècnica de bel canto prou aconseguida com per permetre-li cantar la música de Händel, Mozart i Rossini, però amb el poder suficient per manejar els papers més àmpliament dramàtics a Verdi i Puccini.

## Biografia
El 1960 es va graduar a la seva escola natal, Colby High School, i va estudiar música a la Universitat de Kansas i a la universitat de Wichita. Va començar a cantar l'any 1963 al cor Don Giovanni de Santa Fe. El 1972 va cantar al Concert del Consell Nacional al Metropolitan Opera House de Nova York. Després va debutar l'any 1973 en el paper de Zuniga a Carmen de Bizet a l'Òpera de Nova York. Així va començar a obrir-se camí en el món de l'òpera, cantant als festivals d'Ais de Provença, Pesaro, Salzburg, Glyndebourne i als principals teatres europeus.
El 1975 és Argante a la primera representació de Rinaldo de Händel a la Houston Grand Opera amb Marilyn Horne i Escamillo a Carmen a l'Òpera de Santa Fe (Nou Mèxic).
A l'Òpera del Festival de Glyndebourne el 1976 és Fígaro a Les noces de Fígaro i el 1977 Nick Shadow a The Rake's Progress amb Rosalind Elias dirigida per Bernard Haitink.
A l'Òpera de San Francisco el 1978 va ser Colline a La bohème amb Ileana Cotrubaș, el 1984 va debutar en el paper del comte Rodolfo a La sonnambula amb Frederica von Stade, el 1986 va ser Figaro a Les noces de Fígaro amb Kiri Te Kanawa, el 1989 Mefistofele d'Arrigo Boito, el 1990 Don Quichotte' de Jules Massenet, el 1991 Attila de Verdi i Don Giovanni, el 1995 Méphistophélès en Faust, el 1996 Lindorf / Coppélius / Dr. Miracle / Dapertutto a Hoffmann's Tales, el 1999 va debutar el paper de Her Father a Louise (òpera) amb Renée Fleming, el 2001 va debutar el paper de Jacopo Fiesco a Simon Boccanegra amb Carol Vaness, el 2003 va cantar a Samuel Ramey en Concert, el 2008 Boris Godunov (òpera) i el 2012 Leone (Papa Lleó I) a Atila amb Ferruccio Furlanetto.
A l'Òpera de Chicago el 1979 és Colline a La bohème amb Neil Shicoff i Leona Mitchell, el 1984 Argante a Rinaldo amb Horne i Vaness, el 1987 Méphistophélès a Faust i Fígaro a Les noces de Fígaro amb von Stade, el 1988 Don Giovanni amb Karita Mattila, el 1989 Felip II a Don Carlo amb Tatiana Troyanos i Kiri Te Kanawa dirigida per James Conlon, el 1991 és Mefistofele amb Kristján Jóhannsson, el 1993 Don Quichotte de Massenet i Olin Blitch a Susannah de Carlisle Floyd amb Jean Kraft i Fleming, el 1994 Boris Godunov i Nick Shadow a The Rake's Progress, el 1997 Zaccaria a Nabucco amb Marija Hulehina i fa un recital (A Date With the Devil).
Al Metropolitan l'any 1980 va participar en el concert de la "Gala of Stars" dirigit per James Levine.
El 1981 va ser Blitch a Susannah a l'Òpera de San Diego.
Per a La Scala de Milà el 1981 és Fígaro a la primera representació de Les noces de Fígaro amb von Stade dirigida per Riccardo Muti, el 1983 canta a La damnation de Faust dirigida per Seiji Ozawa, el 1985 és Lord Sidney a l'estrena de Il viaggio a Reims amb Cecilia Gasdia, Lucia Valentini Terrani, Katia Ricciarelli, Chris Merritt, Enzo Dara i William Matteuzzi dirigida per Claudio Abbado i canta a la Missa de Rèquiem amb Montserrat Caballé dirigida per Abbado a l'Església de San Marco (Milà), el 1987 va fer un recital, el 1991 és Attila amb Giorgio Zancanaro i Cheryl Studer dirigit per Muti, el 1992 Felip II la nit d'obertura de la temporada d'òpera amb Don Carlo amb Luciano Pavarotti, Daniela Dessì dirigida per Muti, el 1994 Mohammed la segona, fa un concert amb Gasdia i és Raffaele a La creació dirigida per Muti, l'any 1995 és Mephistopheles, fa un recital i és Lindorf / Coppèlius / Miracle / Dapertutto a l'estrena de Les contes d'Hoffmann amb Natalie Dessay i Denyce Graves dirigida per Riccardo Chailly, l'any 1996 va cantar amb Mirella Freni en el concert extraordinari del 50è aniversari de la sala del teatre reconstruïda dirigida per Muti en directe i a Eurovisió per Rai, el 1997 va ser Méphistophélès a l'estrena de Faust i el 2003 va fer un recital al Teatre Arcimboldi.
Al Festival d'Òpera Rossini el 1981 és Mustafà a L'Italiana in Algeri amb Sesto Bruscantini, el 1982 canta Èdip a Colonos (Rossini) dirigit per Claudio Scimone i Stabat Mater (Pergolesi) amb Dessì, el 1983 Duglas a La donna del lago amb Ricciarelli i Valentini Terrani i és Selim a Il Turco in Italia i Stabat Mater (Rossini), el 1984 Lord Sidney a Il viaggio a Reims amb Gasdia, Valentini Terrani, Ricciarelli, Dara, Leo Nucci, Bernadette Manca di Nissa i Matteuzzi dirigits de Claudio Abbado i Missa de l'orfenat K. 139 (47a), dirigida per Claudio Abbado, el 1985 Maometto secondo i el 1989 Il Podestà a La gazza ladra. I l'agost de 1989 va ser guardonat amb el Premi Internacional d'Òpera Tiberini d'oro de l'Associació de Música Mario Tiberini.
A la Wiener Staatsoper el juny de 1981 va debutar com a Figaro a Les noces de Fígaro i posteriorment a Escamillo a Carmen i al setembre com a Don Giovanni amb Edda Moser, el 1988 va ser Lord Sidney a Il viaggio a Reims amb Gasdia, Valentini Terrani, Montserrat Caballé, Merritt, Dara i Ramón Vargas dirigida per Claudio Abbado, el 1990 Méphistophélès en Faust, el 1995 Roger a Jerusalem amb Josep Carreras i Coll dirigida per Zubin Mehta, el 1996 Felip II a Don Carlo dirigida per Fabio Luisi, el 1997 dirigida per Muti el rol de Mefistofele, el 1999 Lindorf / Coppélius / Miracle / Dapertutto a Les Contes d'Hoffmann i el 2005 el baró Scarpia a Tosca.
A la Royal Opera House, Covent Garden va debutar el 1982 com a Figaro a Les noces de Fígaro, el 1983 Don Giovanni amb Kiri Te Kanawa, el 1985 Don Basilio a Il barbiere di Siviglia (Rossini), el 1986 Méphistophélès a Faust, Assur a Semiramide (Rossini) amb Merritt, June Anderson i Horne i Lindorf / Coppélius / Miracle / Dapertutto a Les contes d'Hoffmann, el 1989 Felip II a Don Carlo amb Ricciarelli i Agnes Baltsa, el 1991 el baró Scarpia a Tosca amb Hildegard Behrens, a 1993 Méphistophélès a La damnation de Faust dirigida per Colin Davis i Attila, el 1996 Zaccaria a Nabucco i el 1998 Mefistofele.
Per al Gran Teatre La Fenice de Venècia el 1984 és Mustafà a L'Italiana in Algeri amb Horne, el 1986 és Attila, el 1987 fa un recital, el 1991 és Filip II a Don Carlo dirigit per Daniel Oren i canta el Rèquiem de Verdi amb Vaness al pati del Palau Ducal (Venècia), el 1992 fa un recital, el 1993 és Mefistofele en Faust amb Merritt i Luciana Serra i el 1995 fa un recital.
Al Metropolitan Opera House el 1984 Ramey va debutar en el paper d'Argante, a Rinaldo amb Horne de Georg Friedrich Händel, el 1986 com Giorgio a I puritani amb Joan Sutherland i Sherrill Milnes, el 1987 Escamillo a Carmen amb Baltsa, Carreras i Mitchell. dirigida per Levine, el 1988 Banquo a Macbeth el 1989 Barbablava a A kékszakállú herceg vára de Béla Bartók amb Jessye Norman, el 1990 Don Giovanni amb Vaness, Mattila, Furlanetto i Dawn Upshaw dirigida per James Levine, Don Basilio a Il barbiere di Siviglia (Rossini) amb Kathleen Battle i Assur a Semiramide (Rossini), el 1991 Méphistophélès a Faust i Fígaro a Les noces de Fígaro, el 1992 Felip II a Don Carlo amb Nucci i Lindorf / Coppèlius / Miracle / Dapertutto a Les contes d'Hoffmann amb Plácido Domingo, el 1993 Pagano a I Lombardi amb Pavarotti, el 1996 va cantar al Rèquiem de Verdi amb Pavarotti, el 1997 Nick Shadow a The Rake's Progress amb Denyce Graves i Boris Godunov dirigit per Valeri Guérguiev, el 1999 el reverend Olin Blitch a Susannah de Carlisle Floyd i Mefistofele, el 2001 Mustafà a L'Italiana a Algeri amb Jennifer Larmore i Zaccaria a Nabucco amb Joan Pons, el 2002 el mariscal de camp Kutuzov a l'estrena mundial de Voina i mir (Guerra i Pau) Serguei Prokófiev amb Anna Netrebko, el 2004 Scarpia a Tosca i Giovanni da Procida a I vespri siciliani, el 2006 Pare Guardiano a La forza del destino amb Salvatore Licitra, el 2008 Rambaldo a La rondine amb Angela Gheorghiu, el 2009 Timur a Turandot i el 2010 Attila amb Vargas dirigida per Muti. Fins al 2011 Ramey va cantar en 315 actuacions del Metropolitan.
Després del seu debut al Met cantarà als principals teatres del món, les obres principals dels mestres compositors de primera fila.

## Família
Es va casar amb la seva segona dona, la soprano Lindsey Larsen, el 29 de juny de 2002.

## Repertori
| Rol                                  | Òpera                          | Compositor  |
| ------------------------------------ | ------------------------------ | ----------- |
| Bluebeard                            | A kékszakállú herceg vára      | Bartók      |
| Dr Pangloss                          | Candide                        | Bernstein   |
| Oroveso                              | Norma                          | Bellini     |
| Sir Giorgio                          | I puritani                     | Bellini     |
| Méphistophélès                       | La damnation de Faust          | Berlioz     |
| Escamillo                            | Carmen                         | Bizet       |
| Mefistofele                          | Mefistofele                    | Boito       |
| John Claggart                        | Billy Budd                     | Britten     |
| Riccardo III                         | Riccardo III                   | Canepa      |
| La Père                              | Louise                         | Charpentier |
| Enrico VIII                          | Anna Bolena                    | Donizetti   |
| Raimondo Bidebent                    | Lucia di Lammermoor            | Donizetti   |
| Andrea Cornaro                       | Caterina Cornaro               | Donizetti   |
| Olin                                 | Susannah                       | Floyd       |
| Méphistophélès                       | Faust                          | Gounod      |
| Argante                              | Rinaldo                        | Händel      |
| Garibaldo                            | Rodelinda                      | Händel      |
| Il Re di Scozia                      | Ariodante                      | Händel      |
| Cadmus Somnus                        | Semele                         | Händel      |
| Idreno                               | Armida                         | Haydn       |
| Le Comte Des Grieux                  | Manon                          | Massenet    |
| Le Comte                             | Chérubin                       | Massenet    |
| Don Quichotte                        | Don Quichotte                  | Massenet    |
| Bertram                              | Robert le diable               | Meyerbeer   |
| Archibald                            | L'amore dei tre re             | Montemezzi  |
| Figaro                               | Les noces de Fígaro            | Mozart      |
| Don Giovanni Leporello               | Don Giovanni                   | Mozart      |
| Sarastro                             | Die Zauberflöte                | Mozart      |
| Boris Godunov Pimen                  | Borís Godunov                  | Mussorgsky  |
| Coppelius Dapertutto Lindorf Miracle | Les contes d'Hoffmann          | Offenbach   |
| Alvise Badoero                       | La Gioconda                    | Ponchielli  |
| Kutuzov                              | Voina i mir                    | Prokof'ev   |
| Colline                              | La bohème                      | Puccini     |
| Barone Scarpia Cesare Angelotti      | Tosca                          | Puccini     |
| Rambaldo                             | La rondine                     | Puccini     |
| Timur                                | Turandot                       | Puccini     |
| Gaudenzio                            | Il signor Bruschino            | Rossini     |
| Mustafà                              | L'italiana in Algeri           | Rossini     |
| Selim                                | Il turco in Italia             | Rossini     |
| Don Basilio                          | Il barbiere di Siviglia        | Rossini     |
| Elmiro                               | Otello                         | Rossini     |
| Podestà Gottardo                     | La gazza ladra                 | Rossini     |
| Douglas d'Angus                      | La donna del lago              | Rossini     |
| Maometto secondo                     | Maometto secondo               | Rossini     |
| Assur                                | Semiramide                     | Rossini     |
| Lord Sidney                          | Il viaggio a Reims             | Rossini     |
| Moïse                                | Mosè in Egitto                 | Rossini     |
| Le Gouverneur                        | Le comte Ory                   | Rossini     |
| Un vecchio ebreo                     | Samson et Dalila               | Saint-Saëns |
| Orest                                | Elektra                        | Strauss     |
| Nick Shadow                          | The Rake's Progress            | Stravinsky  |
| Claudius                             | Hamlet                         | Thomas      |
| Oberto                               | Oberto, Conte di San Bonifacio | Verdi       |
| Zaccaria                             | Nabucco                        | Verdi       |
| Pagano                               | I Lombardi alla prima crociata | Verdi       |
| Jacopo Loredano                      | I due Foscari                  | Verdi       |
| Attila Leone                         | Attila                         | Verdi       |
| Banco                                | Macbeth                        | Verdi       |
| Massimiliano Moor                    | I masnadieri                   | Verdi       |
| Comte de Toulouse                    | Jérusalem                      | Verdi       |
| Wurm                                 | Luisa Miller                   | Verdi       |
| Monterone Sparafucile                | Rigoletto                      | Verdi       |
| Padre Guardiano                      | La forza del destino           | Verdi       |
| Filippo II Il Grande Inquisitore     | Don Carlos                     | Verdi       |
| Ramfis                               | Aïda                           | Verdi       |